# Francisco Fadul
Francisco José Fadul né le 15 décembre 1953, est un homme politique bissau-guinéen.
Il est Premier ministre du 3 décembre 1998 au 19 février 2000. Il dirige le Parti social-démocrate uni (PUSD), l'un des principaux partis politiques du pays de 2002 à 2006.

## Biographie
Fadul est nommé Premier ministre, à la tête d'un gouvernement d'union nationale, le 3 décembre 1998. Il a auparavant été conseiller politique du général Ansoumane Mané, qui a dirigé la rébellion contre le président João Bernardo Vieira pendant la guerre civile en Guinée-Bissau,, Fadul a également représenté la junte de Mane au sein de la Commission exécutive mixte, qui a été créée à la suite de l'Accord de paix d'Abuja en novembre 1998,. Peu de temps après avoir été nommé Premier ministre, Fadul, dans une interview au journal portugais Expresso, a accusé le président Vieira de meurtre, de coups, de diffamation et d'humiliation de personnalités politiques de premier plan, et il a appelé Vieira à être jugé pour ces crimes présumés. Il a également décrit Vieira comme un dictateur, a affirmé que Vieira était l'un des hommes les plus riches du monde et que la richesse de Vieira correspondait presque à la somme de la dette extérieure de la Guinée-Bissau, et a déclaré que Vieira était principalement responsable du développement de l'animosité dans le pays. Fadul a en outre appelé au retour d'exil de Luís Cabral, qui a été déposé par Vieira en 1980. Fadul a déclaré le 23 décembre que l'objectif principal de son gouvernement serait de traiter les problèmes liés à l'armée et aux vétérans de la guerre d'indépendance.
Fadul et son gouvernement d'union, comprenant cinq ministres et trois secrétaires d'État choisis par Vieira et quatre ministres et quatre secrétaires d'État choisis par la junte de Mané , ont prêté serment le 20 février 1999 , en présence de Vieira et Mané. En avril 1999, s'exprimant lors de la première réunion de l'Assemblée populaire nationale depuis la guerre, Fadul a accordé la priorité à la facilitation du retour des réfugiés dans leurs foyers et a déclaré que les élections auraient lieu comme prévu à la fin de 1999. Il a fait une tournée dans quatre pays européens plus tard dans le mois, cherchant de l'aide. Il est arrivé le premier au Portugal le 19 avril, et pendant qu'il y était, il a qualifié la police secrète de Vieira de pire que la police secrète portugaise sous Antonio de Oliveira Salazar. Le porte-parole de Vieira, Cipriano Cassamá, a condamné les remarques de Fadul comme « un langage délibérément offensant et agressif ».
À la suite de l'élection de Kumba Ialá à la présidence, Fadul a été remplacé au poste de Premier ministre par Caetano N'Tchama en février 2000. Fadul a par la suite accusé N'Tchama de corruption et, en octobre 2000, N'Tchama a annoncé qu'il prévoyait d'intenter une action en justice contre Fadul en raison de ces accusations.
Il a été élu président du PUSD le 18 décembre 2002, lors d'un congrès du parti.
En mai 2005, Fadul a été initialement interdit de se présenter à la présidence lors de l'élection présidentielle de 2005 par la Cour suprême, en raison d'un détail technique. Selon la Cour, deux personnes désignées comme signataires des documents de candidature de Fadul n'avaient pas confirmé leur signature. Un porte-parole du PUSD a exprimé l'avis que Fadul avait en fait été exclu parce que son père était libanais. La Cour s'est inversée et a approuvé la candidature de Fadul peu de temps après, l'incluant dans sa liste finale de candidats le 18 mai 2005. Se présentant comme candidat présidentiel du PUSD, il s'est classé quatrième avec 2,85% des voix lors de l'élection du 19 juin 2005.
En 2006, Fadul a demandé à Namuano Dias, membre du PUDS qui servait au gouvernement en tant que ministre de la Justice, de démissionner du gouvernement parce qu'il avait été accusé de corruption. Dias et le Premier ministre Aristides Gomes ont cependant rejeté cela et Fadul a répondu en démissionnant de la direction du PUSD et en quittant la politique ; il a également quitté son poste de conseiller personnel du président Vieira. Il est revenu à la politique l'année suivante, créant un nouveau parti, le Parti pour la démocratie, le développement et la citoyenneté (PADEC), en mai 2007. Il a également contesté la direction du PUSD devant les tribunaux et a soutenu qu'il était le président légitime du parti. Le 19 juillet 2007, il a exigé la démission ou la destitution du gouvernement du Premier ministre Martinho Ndafa Kabi, dont il a vivement critiqué les actions, ainsi que la dissolution de l'Assemblée populaire nationale, suivie d'une nouvelle élection en mars 2008. Le gouvernement était basé sur un pacte convenu par trois partis (le Parti africain pour l'indépendance de la Guinée et du Cap-Vert (PAIGC), le Parti du renouveau social (PRS) et le PUSD) et Fadul a déclaré que le pacte était illégitime parce que deux des partis (le PUSD et le PRS) avaient des leaderships disputés. Il a également déclaré que le gouvernement n'avait pas présenté son programme à l'approbation de l'Assemblée populaire nationale.
Plus tard, en tant que président du Tribunal des comptes, Fadul a déclaré le 20 mai 2008 qu'il prévoyait de poursuivre le Premier ministre Ndafa Cabi pour diffamation et calomnie, affirmant que Cabi l'avait faussement accusé d'avoir empoché de l'argent. Il a également dit qu'il voulait que Cabi explique son affirmation selon laquelle être président du Tribunal était incompatible avec être le chef d'un parti politique. Certains ont accusé Fadul de profiter de son poste de président du Tribunal en attaquant Cabi et son gouvernement, alors qu'il a déclaré qu'il ne faisait que contrôler les comptes de l'État et s'était plaint que certains ministères ignoraient les injonctions du Tribunal.
Après que Fadul a critiqué l'armée et le Premier ministre Carlos Gomes Júnior lors d'une conférence de presse le 30 mars 2009, il a déclaré le 1er avril 2009 que des membres des forces de sécurité étaient venus chez lui pendant la nuit et l'avaient battu. Selon Fadul, « ils m'ont insulté et battu à plusieurs reprises et m'ont traîné sur le sol », et « ils m'ont dit que je parlais trop et que je parlais de choses qui ne me regardaient pas ». Raddho, un groupe de défense des droits de l'homme, a exprimé sa préoccupation, affirmant que l'attaque contre Fadul, ainsi qu'une attaque similaire contre l'avocat Pedro Infanda, signifiaient un « règne de terreur ».
À la suite de l'assassinat du président Vieira, Fadul s'est présenté comme candidat du PADEC à l'élection présidentielle de juin 2009. Le 14 mai 2009, cependant, la Cour suprême a annoncé que sa candidature avait été rejetée, ainsi que sept autres. La candidature de Fadul a été rejetée au motif qu'il était toujours président du Tribunal des comptes et membre du barreau, ce que la Cour suprême a jugé juridiquement incompatible avec sa candidature à la présidence.